# Grote Moskee van Niamey
De Grote Moskee van Niamey is een moskee in de Nigerese hoofdstad Niamey. Deze moskee werd gebouwd in de jaren zeventig.
Het is de grootste moskee van de stad en ligt aan de Islam Avenue. Het gebouw werd gefinancierd met geld uit Libië. Het beschikt over een minaret met 171 treden van boven naar beneden.